# Super/Man: The Christopher Reeve Story
Super/Man: The Christopher Reeve Story és un pel·lícula documental del 2024 sobre la vida de l'actor estatunidenc Christopher Reeve després que un accident d'equitació el deixés paralitzat, i el seu posterior treball com a activista dels drets dels discapacitats. El documental va ser dirigit per Ian Bonhôte i Peter Ettedgui, que van coescriure el guió amb Otto Burnham; el seu títol és una referència al paper de Reeve com a Superman a les pel·lícules de Superman de 1978 a 1987. Els fills de Reeve, Alexandra Reeve Givens, Matthew Reeve i Will Reeve apareixen a la pel·lícula.
La pel·lícula és una coproducció de Words + Pictures, Passion Pictures i Misfits Entertainment en associació amb Jenco Films, i va ser adquirida per a la seva distribució per Warner Bros. Pictures, DC Studios, HBO Documentary Films, CNN Films, i el servei de reproducció en línia Max. Super/Man: The Christopher Reeve Story es va estrenar el 19 de gener de 2024 al  Festival de Cinema de Sundance, i va rebre una estrena limitada en col·laboració amb Fathom Events als Estats Units el 21 i 25 de setembre de 2024. La pel·lícula es va estrenar a Amèrica del Nord l'11 d'octubre. Va rebre l'aclamació universal de la crítica i del públic, i va ser nomenada una de les cinc millors pel·lícules documentals del 2024 per la National Board of Review. Entre altres guardons, va guanyar el premi al Millor Documental als 78ns Premis BAFTA i els 36ns Premis del Sindicat de Productors dels Estats Units, i sis premis als Critics' Choice Documentary Awards (inclòs el premi al millor documental).

## Argument
La història es presenta en una narració no lineal, alternant abans i després de l'accident d'equitació de Reeve.
Reeve té una infància difícil, amb els seus pares divorciant-se a una edat jove i el seu arbre genealògic es complica a causa dels diversos casaments dels seus pares, i té una relació especialment tensa amb el seu pare, Franklin. Reeve està estudiant a la Juilliard School i es fa molt amic del seu company de classe Robin Williams. Superman comença el càsting per al seu heroi titular, i malgrat les ofertes de diverses celebritats interessades en la pel·lícula, el director Richard Donner vol que l’interpreti un actor desconegut. Reeve fa audicions i guanya el paper malgrat la desaprovació del seu pare i dels seus companys.
Durant el rodatge, coneix l'agent de modelatge britànica Gae Exton, amb qui comença un remolí romàntic. Superman s'estrena el 1978 i es converteix en un èxit massiu, i Reeve és elogiat per unanimitat, consolidant-lo com una estrella de cinema. Aquest èxit continua amb Superman II (1980). Tanmateix, el reconeixement que rep per la seva interpretació de Superman dificulta la carrera de Reeve fora de la franquícia. Reeve viu a Londres amb Exton, que dóna a llum a Matthew i Alexandra. No està satisfet amb la seva carrera, només accepta protagonitzar Superman III (1983) i Superman IV: The Quest for Peace (1987) per obligació. Matthew admet que el seu pare estava sovint absent i que no es comprometria a causa de la seva educació. Reeve i Exton se separen el 1987.
Cinc mesos després de la seva ruptura amb Exton, Reeve coneix la cantant i actriu Dana Morosini. Els dos comencen a sortir i Reeve finalment supera la seva vacil·lació sobre el matrimoni i proposa la seva proposta a Dana. Es casen l'abril de 1992 i el seu fill Will neix el juny d'aquell mateix any. Dana és una figura materna afectuosa tant per a Matthew com per a Alexandra. El 27 de maig de 1995, Reeve cau del seu cavall, patint una lesió medul·lar que el paralitza del coll cap avall. Pensa que ha arruïnat la vida de la seva família, però la Dana el tranquil·litza: "Encara ets tu i t'estimo". Rep el suport d'amics i familiars, especialment Williams, que l'ajuda a riure per primera vegada des de l'accident. Reeve s'està recuperant a l'Institut Kessler per a la Rehabilitació on es fa amic d'altres persones amb discapacitat. A casa, la Dana i un equip d'infermeres el cuiden durant tot el dia. Amb l'ajuda d'una gran furgoneta comprada per Williams i la seva aleshores dona Marsha, Reeve viatja a Los Angeles i fa una aparició als Premis Oscar de 1995, on rep una gran ovació.
Després d'haver estat un activista per causes socials durant la major part de la seva vida, Reeve comença a utilitzar la seva plataforma per defensar les persones amb discapacitat i la investigació de lesions medul·lars, parlant en diversos esdeveniments importants, com la Convenció Nacional Demòcrata. Va iniciar la Christopher Reeve Foundation que obriria centres, pressionaria per a diversos projectes de llei i defensaria la investigació de les cèl·lules mare. Reeve recupera la capacitat de fer petits moviments corporals, però no pot desactivar completament el ventilador. Els Williams celebren festes anuals a casa de Reeve en l'aniversari del seu accident per celebrar la vida. Reeve fa el seu debut com a director amb In the Gloaming (1997) i també dirigeix The Brooke Ellison Story (2004) sobre un company tetraplègic Brooke Ellison.
Reeve i la seva família reflexionen sobre com de propera i satisfactòria s'ha tornat la seva relació després del seu accident. El 9 d'octubre de 2004, poques hores després del partit d'hoquei de Will, Reeve entra en coma i és hospitalitzat, i finalment mor als 52 anys. L'Alexandra i Will expliquen amb llàgrimes haver presenciat la mort del seu pare, mentre Matthew es troba en un taxi de camí a l'hospital quan s'assabenta de la mort del seu pare. Reeve està plorat arreu del món pels fans i els que havia ajudat amb el seu activisme. Dana succeeix al seu difunt marit com a president de la fundació i continua amb la seva passió pel cant, però més tard se li diagnostica un càncer de pulmó. Dana mor el 6 de març de 2006, als 44 anys, deixant a Will orfe als 13 anys.
Matthew, Alexandra i Will s'incorporen a la fundació poc després com a membres de la junta, amb la intenció de continuar amb el llegat de Reeve i Dana. La fundació passa a anomenar-se la Fundació Christopher i Dana Reeve i s'atribueixen a l'activisme de Reeve i Dana diversos avenços i fites actuals relacionades amb la investigació de la paràlisi.

## Repartiment
A més d'incloure imatges de Christopher Reeve i Dana Reeve, la pel·lícula també inclou els fills de Reeve, Alexandra Reeve Givens, Matthew Reeve i Will Reeve. Altres entrevistats van incloure el germanastre de Reeve, Kevin Johnson, l'antic soci de Reeve i la mare de Matthew i Alexandra, Gae Exton, els actors Jeff Daniels, Susan Sarandon, Glenn Close i Whoopi Goldberg, el polític John Kerry, l'activista Brooke Ellison, el productor de Superman Pierre Spengler, l'antic vicepresident sènior de relacions governamentals de la Fundació Christopher i Dana Reeve Michael Manganiello, el director mèdic de l'Institut Kessler, el doctor Steven Kirshblum, i l'assistent de Reeve, Laurie Hawkins. S'inclouen imatges d'entrevista d'arxiu del director de Superman Richard Donner i l'amic i còmic de Reeve Robin Williams. La narració de Reeve està extreta dels seus audiollibres Still Me i Nothing Is Impossible.

## Llançament
Super/Man: The Christopher Reeve Story es va estrenar al Rose Wagner Performing Arts Center de Salt Lake City, Utah per al Festival de Cinema de Sundance el 19 de gener de 2024, seguida d'una sessió de preguntes i respostes després de la projecció amb els directors de la pel·lícula, Ian Bonhôte i Peter Ettedgui, i amb els fills de Reeve. El mes següent, el propietari de DC Comics Warner Bros. Discovery (WBD) va adquirir els drets de llançament cinematogràfics a nivell mundial i domèstic del documental per 15 milions de dòlars, i va treballar amb els co-CEO de DC Studios James Gunn i Peter Safran i els seus i els seus germans corporatius Warner Bros. Pictures, HBO Documentary Films, CNN Films i el servei en streaming Max per fer-ho. La venda va ser representada per l'empresa de finançament de pel·lícules Cinetic Media.
A la CinemaCon d'abril de 2024, Safran va anunciar que el documental s'estrenaria a les sales el setembre de 2024, sota els segells de Warner Bros. Pictures, DC Studios, HBO i CNN.. El mes següent, es va anunciar que el documental tindria una estrena limitada a les sales els dies 21 i 25 de setembre de 2024, en col·laboració amb Fathom Events, tot i que hi havia un potencial per a una estrena àmplia. El 25 de setembre de 2024, el dia que la pel·lícula va rebre una segona estrena a les sales, es va escollir com a data per a una presentació bis perquè hauria estat el 72è aniversari de Reeve. La pel·lícula va rebre un ampli llançament a Amèrica del Nord l'11 d'octubre de 2024, seguit de llançaments internacionals a finals de 2024,inclòs al Regne Unit l'1 de novembre. Posteriorment es va posar a disposició d'altres plataformes, començant als Estats Units, on es va emetre a HBO el 7 de desembre i es va posar a la seva disposició per a la transmissió a Max, i al Regne Unit, on es va emetre a Sky UK i es va transmetre a Now a partir del 28 de desembre.

## Recepció

### Resposta crítica
Al lloc web de l'agregador de ressenyes Rotten Tomatoes, el 98% de les 105 crítiques són positives, amb una valoració mitjana de 8,2/10. El consens del lloc web diu: "Una afectuosa retrospectiva sobre la valentia i l'heroisme de Christopher Reeve a la seva pròpia vida personal, Super/Man arriba al cel amb inspiració". A Metacritic, la pel·lícula té una puntuació mitjana ponderada de 76 sobre 100 de 21 crítics, que indica "crítiques generalment favorables". Els públics enquestats per CinemaScore van donar a la pel·lícula una nota mitjana rara de "A+" en una escala d'A+ a F.
La crítica de cinema de Screen Daily Amber Wilkinson va escriure: "La vida i l'obra de l'estrella de Superman Christopher Reeve està emmarcada i explicada en gran part per la seva família i amics en el documental cada cop més commovedor d'Ian Bonhote i Peter Ettedgui". Monica Castillo de RogerEbert.com el va descriure com "Fàcilment el meu gran crit de festival, una cosa que et commou tan profundament que la combinació de la privació del son, l'altitud i el tema de la pel·lícula fa gairebé impossible no emocionar-te."
Adele va valorar molt bé el documental en un dels seus concerts.

### Reconeixements
| Premi                                                                             | Categoria                                                                | Nominat(s)                                                               | Resultat  | Ref.   |
| --------------------------------------------------------------------------------- | ------------------------------------------------------------------------ | ------------------------------------------------------------------------ | --------- | ------ |
| AARP Movies for Grownups Awards                                                   | Millor documental                                                        | Super/Man: The Christopher Reeve Story                                   | Guanyador | [ 22 ] |
| Advanced Imaging Society                                                          | Millor documental                                                        | Super/Man: The Christopher Reeve Story                                   | Guanyador | [ 23 ] |
| ACE Eddie Awards                                                                  | Millor llargmetratge documental editat                                   | Otto Burnham                                                             | Nominat   | [ 24 ] |
| Astra Film Awards                                                                 | Millor documental                                                        | Super/Man: The Christopher Reeve Story                                   | Guanyador | [ 25 ] |
| Associació de Crítics de Cinema d'Austin                                          | Millor documental                                                        | Super/Man: The Christopher Reeve Story                                   | Nominat   | [ 26 ] |
| Brazil Online Film Award                                                          | Millor documental                                                        | Super/Man: The Christopher Reeve Story                                   | Nominat   | [ 27 ] |
| BAFTA                                                                             | Millor documental                                                        | Super/Man: The Christopher Reeve Story                                   | Guanyador | [ 28 ] |
| BFE Cut Above Awards                                                              | Millor senzill editat: programa documental o de no ficció                | Otto Burnham                                                             | Guanyador | [ 29 ] |
| BFE Cut Above Awards                                                              | Millor docomental o no ficció britànic editat                            | Otto Burnham                                                             | Guanyador | [ 29 ] |
| Premis British Independent Film                                                   | Millor documental                                                        | Super/Man: The Christopher Reeve Story                                   | Nominat   | [ 30 ] |
| Chicago Indie Critics                                                             | Millor documental                                                        | Super/Man: The Christopher Reeve Story                                   | Guanyador | [ 31 ] |
| Cinema Audio Society Awards                                                       | Assoliment destacat en la mescla de so per a una pel·lícula – Documental | Austin Plocher, Greg Gettens, Steve McLaughlin, and Daniel Nicholls      | Nominat   | [ 32 ] |
| Cinema Eye Honors                                                                 | Premi del Públic                                                         | Super/Man: The Christopher Reeve Story                                   | Nominat   | [ 33 ] |
| Critics' Choice Documentary Awards                                                | Millor documental                                                        | Super/Man: The Christopher Reeve Story                                   | Guanyador | [ 34 ] |
| Critics' Choice Documentary Awards                                                | Millor documental                                                        | Ian Bonhôte i Peter Ettedgui                                             | Guanyador | [ 34 ] |
| Critics' Choice Documentary Awards                                                | Millor muntatge                                                          | Otto Burnham                                                             | Guanyador | [ 34 ] |
| Critics' Choice Documentary Awards                                                | Millor banda sonora                                                      | Ilan Eshkeri                                                             | Guanyador | [ 34 ] |
| Critics' Choice Documentary Awards                                                | Millor documental d’arxiu                                                | Super/Man: The Christopher Reeve Story                                   | Guanyador | [ 34 ] |
| Critics' Choice Documentary Awards                                                | Millor documental biogràfic                                              | Super/Man: The Christopher Reeve Story                                   | Guanyador | [ 34 ] |
| Associació de Crítics de Cinema de Dallas-Fort Worth                              | Millor documental                                                        | Super/Man: The Christopher Reeve Story                                   | 4t lloc   | [ 35 ] |
| Denver Film Critics Society                                                       | Millor documental                                                        | Super/Man: The Christopher Reeve Story                                   | Nominat   | [ 36 ] |
| DiscussingFilm Critic Awards                                                      | Millor documental                                                        | Super/Man: The Christopher Reeve Story                                   | Subcampió | [ 37 ] |
| Cercle de Crítics de Cinema de Dublín                                             | Millor documental                                                        | Super/Man: The Christopher Reeve Story                                   | 3r lloc   | [ 38 ] |
| Cercle de Crítics de Cinema de Florida                                            | Millor documental                                                        | Super/Man: The Christopher Reeve Story                                   | Nominat   | [ 39 ] |
| Associació de Crítics de Cinema de Geòrgia                                        | Millor pel·lícula documental                                             | Super/Man: The Christopher Reeve Story                                   | Guanyador | [ 40 ] |
| Gold Derby Film Awards                                                            | Millor documental                                                        | Super/Man: The Christopher Reeve Story                                   | Guanyador | [ 41 ] |
| Golden Reel Awards                                                                | Millor edició de so. Documental                                          | Greg Gettens, Will Chapman, Claire Ellis, Olly Freemantle, and Zoe Freed | Nominat   | [ 42 ] |
| Golden Tomato Awards                                                              | Millors documentals                                                      | Super/Man: The Christopher Reeve Story                                   | Nominat   | [ 43 ] |
| Greater Western New York Film Critics Association                                 | Millor documental                                                        | Super/Man: The Christopher Reeve Story                                   | Nominat   | [ 44 ] |
| HamptonsFilm SummerDocs                                                           | Premi del Públic                                                         | Super/Man: The Christopher Reeve Story                                   | Guanyador | [ 45 ] |
| Societat de Crítics de Cinema de Hawaii                                           | Millor documental                                                        | Super/Man: The Christopher Reeve Story                                   | Guanyador | [ 46 ] |
| Hollywood Music in Media Awards                                                   | Banda sonora documental                                                  | Ilan Eshkeri                                                             | Guanyador | [ 47 ] |
| Associació de Periodistes de Cinema d'Indiana                                     | Millor documental                                                        | Super/Man: The Christopher Reeve Story                                   | Nominat   | [ 48 ] |
| International Film Music Critics Association                                      | Millor banda sonora de documental                                        | Ilan Eshkeri                                                             | Nominat   | [ 49 ] |
| Cercle de Crítics de Cinema de Kansas City                                        | Millor documental                                                        | Super/Man: The Christopher Reeve Story                                   | Nominat   | [ 50 ] |
| Societat de Crítics de Cinema de Las Vegas                                        | Millor documental                                                        | Super/Man: The Christopher Reeve Story                                   | Nominat   | [ 51 ] |
| Latino Entertainment Journalists Association                                      | Millor documental                                                        | Super/Man: The Christopher Reeve Story                                   | Nominat   | [ 52 ] |
| Cercle de Crítics de Cinema de Londres                                            | Documental de l’any                                                      | Super/Man: The Christopher Reeve Story                                   | Nominat   | [ 53 ] |
| Michigan Movie Critics Guild                                                      | Millor documental                                                        | Super/Man: The Christopher Reeve Story                                   | Guanyador | [ 54 ] |
| Music City Film Critics Association                                               | Millor documental                                                        | Super/Man: The Christopher Reeve Story                                   | Guanyador | [ 55 ] |
| National Board of Review                                                          | Top 5 Documentals                                                        | Super/Man: The Christopher Reeve Story                                   | Guanyador | [ 56 ] |
| New York Film Critics Online                                                      | Millor documental                                                        | Super/Man: The Christopher Reeve Story                                   | Nominat   | [ 57 ] |
| Associació de Crítics de Cinema de Carolina del Nord                              | Millor documental Film                                                   | Super/Man: The Christopher Reeve Story                                   | Guanyador | [ 58 ] |
| Associació de Crítics de Cinema del Nord de Texas                                 | Millor documental                                                        | Super/Man: The Christopher Reeve Story                                   | Guanyador | [ 59 ] |
| Online Film & Television Association                                              | Millor documental                                                        | Super/Man: The Christopher Reeve Story                                   | Guanyador | [ 60 ] |
| Peabody Awards                                                                    | Documental                                                               | Super/Man: The Christopher Reeve Story                                   | Pendent   | [ 61 ] |
| Cercle de Crítics de Cinema de Filadèlfia                                         | Millor documental Film                                                   | Super/Man: The Christopher Reeve Story                                   | Guanyador | [ 62 ] |
| Cercle de Crítics de Phoenix                                                      | Millor documental                                                        | Super/Man: The Christopher Reeve Story                                   | Guanyador | [ 63 ] |
| Premis del Gremi de Productors dels Estats Units                                  | Productor destacat de pel·lícules documentals                            | Lizzie Gillett, Robert Ford, and Ian Bonhôte                             | Guanyador | [ 64 ] |
| Associació de Crítics de Puerto Rico                                              | Millor documental                                                        | Super/Man: The Christopher Reeve Story                                   | Subcampió | [ 65 ] |
| Societat de Crítics de Cinema de San Diego                                        | Millor documental                                                        | Super/Man: The Christopher Reeve Story                                   | Guanyador | [ 66 ] |
| Cercle de Crítics de Cinema de la Badia de San Francisco                          | Millor llargmetratge documental                                          | Super/Man: The Christopher Reeve Story                                   | Nominat   | [ 67 ] |
| Premis Satellite                                                                  | Millor pel·lícula documental                                             | Super/Man: The Christopher Reeve Story                                   | Guanyador | [ 68 ] |
| [[[Premis de la Seattle Film Critics Society 2024\|Seattle Film Critics Society]] | Millor pel·lícula documental                                             | Super/Man: The Christopher Reeve Story                                   | Nominat   | [ 69 ] |
| Associació de Crítics de Cinema del Sud-Est                                       | Millor documental                                                        | Super/Man: The Christopher Reeve Story                                   | Subcampió | [ 70 ] |
| St. Louis Film Critics Association                                                | Millor llargmetratge documental                                          | Super/Man: The Christopher Reeve Story                                   | Subcampió | [ 71 ] |
| Associació de Crítics de Cinema d'Utah                                            | Millor llargmetratge documental                                          | Super/Man: The Christopher Reeve Story                                   | Guanyador | [ 72 ] |
| Cercle de Crítics de Cinema de Vancouver                                          | Millor documental                                                        | Super/Man: The Christopher Reeve Story                                   | Nominat   | [ 73 ] |
| Associació de Crítics de Cinema de l'Àrea de Washington D.C.                      | Millor documental                                                        | Super/Man: The Christopher Reeve Story                                   | Guanyador | [ 74 ] |